# Cars: Radiator Springs Adventures
Cars: Radiator Springs Adventures (Cars: Aventuras en Radiador Springs en español) es un videojuego de PC de colección de minijuegos de los estudios estadounidenses AWE Games y Rainbow Studios basado en la película Cars de Disney/Pixar. La plataforma para la que está diseñado es Windows/Macintosh. Fue lanzado en 2006 y publicado por THQ. Estaba destinado al mercado de la primera infancia, a partir de los 4 años.
Tiene una versión lanzada en 2006 exclusivamente para las tiendas Target, la cual era más una versión de estilo arcade adaptada para todos los sistemas de juego.

## Jugabilidad
El juego consta de 10 actividades y 10 carreras de campeonato cuando los jugadores superan los cinco niveles de la actividad. Cuando los jugadores completan todas las actividades, compiten en una carrera de campeonato contra otro personaje. En esas carreras, la transmisión es manual, no automática. No hay conducción libre como en Cars: El videojuego, simplemente deja caer a McQueen en un área aleatoria y él simplemente conduce hasta la actividad los jugadores eligen. Cada actividad tiene instrucciones sobre cómo hacer esto y se requiere memorización para jugar un juego como este. Todos los juegos usan los controles del mouse o mantienen presionadas las flechas. En este juego, el jugador es Rayo McQueen. Él y sus amigos interactúan en una serie de actividades y carreras alrededor de Radiator Springs. Hay alrededor de 10 actividades. Algunas de las actividades se centran en los amigos de Rayo; algunos incluyen Hip-hop It Up (Ramone), Sarge's Boot Camp, Speed Trap (Sheriff), Tow the Line (Mater) y algunos más. Después de completar con éxito estas actividades, Lightning tiene que derrotar a otros en las Rev It Up Drag Races. Si el jugador gana las 9 carreras, compite con Chick Hicks, el archirrival de Rayo.

## Reparto
| Personaje     | Actor de voz original | Doblaje de Hispanoamérica | Doblaje de España   |
| ------------- | --------------------- | ------------------------- | ------------------- |
| Rayo McQueen  | Keith Ferguson        | José Antonio Maciás       | Abraham Aguilar     |
| Mate          | Larry the Cable Guy   | Mario Filio               | Miguel Ayones       |
| Doc Hudson    | Paul Newman           | José Lavat                | Julio Núñez         |
| Sally Carrera | Bonnie Hunt           | Dulce Guerrero            | Beatriz Berciano    |
| Flo           | Jenifer Lewis         | Ángela Villanueva         | Isabel Donate       |
| Ramón         | Cheech Marin          | Jorge Arvizu              | José Escobosa       |
| Lizzie        | Katherine Helmond     | María Santander           | Matilde Conesa      |
| Luigi         | Tony Shalhoub         | Salvador Nájar            | Fernando Hernández  |
| Sargento      | Paul Dooley           | Polo Ortín                | Carlos Kaniowsky    |
| Sheriff       | Michael Wallis        | Francisco Colmenero       | Paco Hernández      |
| Narrador      | David Jeremiah        | Armando Réndiz            | Juan Antonio Arroyo |